# Verein für Rasensport Wormatia Worms
Il Verein für Rasenspiele Wormatia Worms e.V., comunemente noto come Wormatia Worms o più semplicemente Wormatia, è una società calcistica tedesca con sede a Worms, nella Renania-Palatinato.

## Storia
La squadra fu fondata il 23 maggio 1908 con il nome di SC Wormatia, prima di essere ribattezzata VfL Wormatia Worms nel 1921, poco prima di fondersi con il VfR Wormatia Worms nel 1922. Il VfR si era formato dalla fusione tra Union 08 e Viktoria 1912 nel 1919. Entrambe le squadre giocarono in Kreisliga Hessen (I).
La nuova squadra partecipò alla Bezirksliga Rheinhessen-Saar fino al 1927 quando si iscrisse alla Bezirksliga Main-Hessen, ottenendo un primo e un secondo posto nel gruppo Hessen. A seguito della riorganizzazione del calcio tedesco sotto il Terzo Reich il Wormatia Worms fu inserito nella Gauliga Südwest, che vinse per tre volte. Nel 1938 il Wormatia Worms fu sciolto all'interno del Reichsbahn TuSV Worms. Nel 1941 la Gauliga Südwest fu divisa in due e il club partecipò alla Gauliga Hessen-Nassau, dove giocò solo per un paio di stagioni, prima che, con la fine della seconda guerra mondiale, il campionato tedesco fu sciolto.
Il club fu rifondato dopo la fine della guerra con il nome di VfR Wormatia Worms, iscrivendosi alla Oberliga Südwest, disputandola per circa un decennio.
Alla fine degli anni '60 il Wormatia Worms fu uno dei primi club tedeschi a mettere uno sponsor sulla maglietta. Negli anni '60 e '70 il Wormatia Worms disputò la seconda serie Regionalliga Südwest (dal 1973 Zweite Bundesliga), dove, fatta eccezione per due stagioni negli anni '70, giocò fino al 1981. Le prestazioni migliori ci furono nel 1965, quando conquistò il secondo posto e la promozione in Bundesliga, e nel 1979 quando conquistò il terzo posto.
La stagione 1979 fu drammatica per il Wormatia Worms, al termine del girone d'andata il Wormatia vinse il titolo di campione d'inverno e il titolo fu alla portata per quasi tutto l'anno, ma nelle ultime tre partite della stagione ci fu un momento di crisi e il Wormatia si dovette accontentare del terzo posto. In Coppa di Germania 1979 il Wormatia al secondo turno affrontò l'Hertha BSC Berlin, la partita era sul risultato di 1-1 quando le luci dell'Olympiastadion si spensero e il Wormatia perse poi per 2-0 il match di replay. Tutto questo avvenne in un contesto di crescente difficoltà economica.
Dopo qualche stagione difficile, nel 1982 arrivò la retrocessione in Oberliga Südwest. Nel 1986 il Wormatia Worms vinse la sua divisione e si conquistò la promozione in Zweite Bundesliga, che gli fu però negata a causa dei problemi finanziari. Il Wormatia è rimasto in terza serie fino al 1994, quando, a causa di problemi finanziari, finì in Verbandsliga Südwest (V). Nel 1998 arrivò la promozione in Oberliga Südwest (IV), dove il Wormatia rimase fino al 2008, quando fu qualificato in Regionalliga Ovest. Dopo essere stato retrocesso sul campo il Wormatia fu salvato solo grazie al ritiro del FSV Oggersheim dal campionato.

## Allenatori
- Werner Kern (1977-1978)
- Slavko Stojanović (1978-1980)
- Josef Stabel (1981-1982)
- Demir Hotić (1997-1999)
- Dirk Anders (2002-2004)
- Max Reichenberger (2004-2005)
- Alois Schwartz (2005-2007)
- Bernhard Trares (2007-2009)
- Jürgen Klotz (2009)
- Sascha Koch (2009)

## Palmarès
- Bezirksliga Main-Hessen (I) campione: 1928, 1929, 1930, 1931
- Gauliga Südwest/Mainhessen (I) campione: 1936, 1937, 1939
- Oberliga Südwest (I) secondo: 1947, 1949, 1950, 1951, 1955
- Regionalliga Südwest (II) secondo: 1965
- Oberliga Südwest (III) campione: 1986
- Amateurliga Südwest (III) campione: 1976, 1977
- Verbandsliga Südwest (V) campione: 1998
- South West Cup vincitore: 1976, 1988, 1992, 2007, 2009

### Altri piazzamenti
- 2. Fußball-Bundesliga:

Terzo posto: 1978-1979 (girone Sud)
- Fußball-Regionalliga:

Terzo posto: 1963-1964 (Regionalliga Sud-Ovest)
- Oberliga Südwest:

Secondo posto: 1946-1947, 1948-1949, 1949-1950, 1950-1951, 1954-1955
- Coppa di Germania:

Semifinalista: 1936, 1952-1953

## Statistiche e record

### Partecipazione ai campionati
| Livello | Categoria             | Partecipazioni | Debutto   | Ultima stagione | Totale |
| ------- | --------------------- | -------------- | --------- | --------------- | ------ |
| 1º      | Bezirksliga / Gauliga | 19             | 1924-1925 | 1942-1943       | 37     |
| 1º      | Oberliga              | 18             | 1945-1946 | 1962-1963       | 37     |
| 2º      | Kreisliga             | 2              | 1923-1924 | 1943-1944       | 19     |
| 2º      | Regionalliga          | 11             | 1963-1964 | 1973-1974       | 19     |
| 2º      | 2. Bundesliga         | 6              | 1974-1975 | 1981-1982       | 19     |
| 3º      | Oberliga              | 13             | 1975-1976 | 1992-1993       | 13     |
| 4º      | Verbandsliga          | 1              | 1993-1994 | 1993-1994       | 22     |
| 4º      | Oberliga              | 10             | 1998-1999 | 2007-2008       | 22     |
| 4º      | Regionalliga          | 11             | 2008-2009 | 2018-2019       | 22     |